# Mussidae
Famille
Les Mussidae constituent une famille de scléractiniaires (coraux durs).

## Description et caractéristiques
Toutes les espèces de cette famille sont hermatypiques, et la plupart sont coloniales même si certaines sont solitaires. La structure squelettique est robuste, avec des dents (ou des lobes) très prononcées sur les septa, espacées régulièrement. Les corallites et les vallées sont larges, et les columelles et murs épais et bien développés. 
Cette famille est depuis une vaste étude de 2012 l'héritière partielle (avec les Merulinidae) de la famille obsolète des Faviidae.

## Liste sous-taxons
Selon World Register of Marine Species (20 février 2014) :
- sous-famille Faviinae Gregory, 1900
  - genre Colpophyllia Milne Edwards & Haime, 1848 — 2 espèces
  - genre Diploria Milne Edwards & Haime, 1848 — 3 espèces
  - genre Favia Milne Edwards, 1857 — 3 espèces
  - genre Manicina Ehrenberg, 1834 — 1 espèce
  - genre Mussismilia Ortmann, 1890 — 3 espèces
  - genre Pseudodiploria Fukami, Budd & Knowlton, 2012  — 1 espèce
- sous-famille Mussinae Ortmann, 1890
  - genre Isophyllia Milne Edwards & Haime, 1851 — 2 espèces
  - genre Mussa Oken, 1815 — 2 espèces
  - genre Mycetophyllia Milne Edwards & Haime, 1848 — 5 espèces
  - genre Scolymia Haime, 1852  — 3 espèces

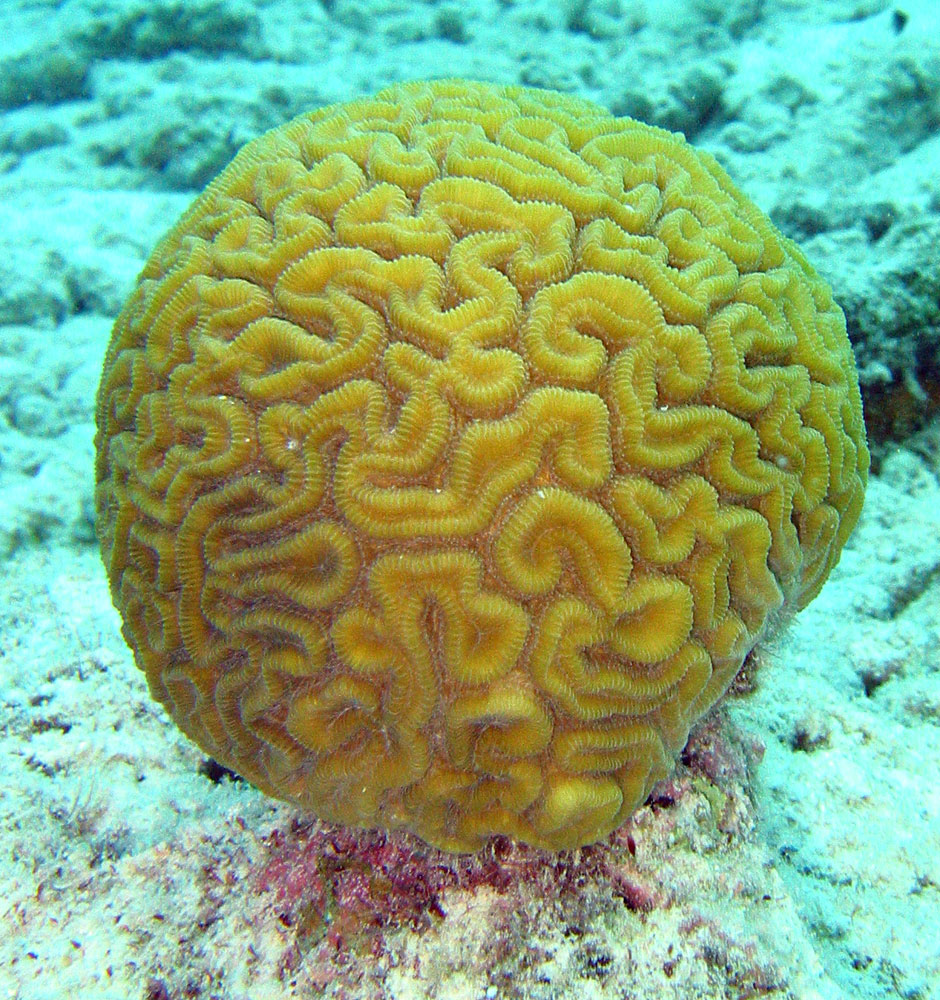
Diploria labyrinthiformis
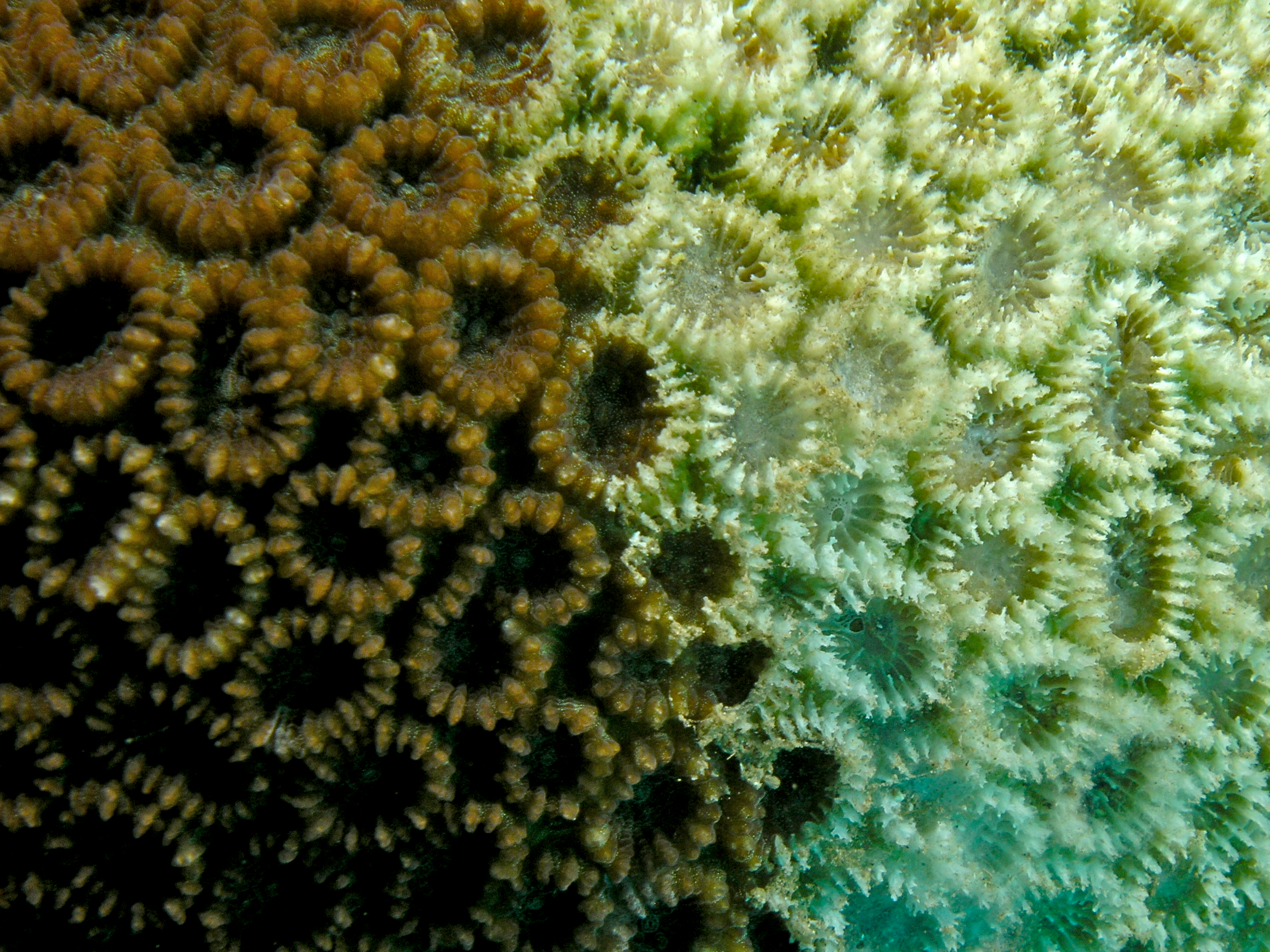
Favia pallida
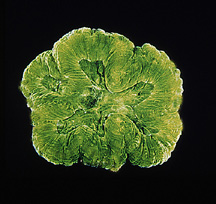
Isophyllia sinuosa
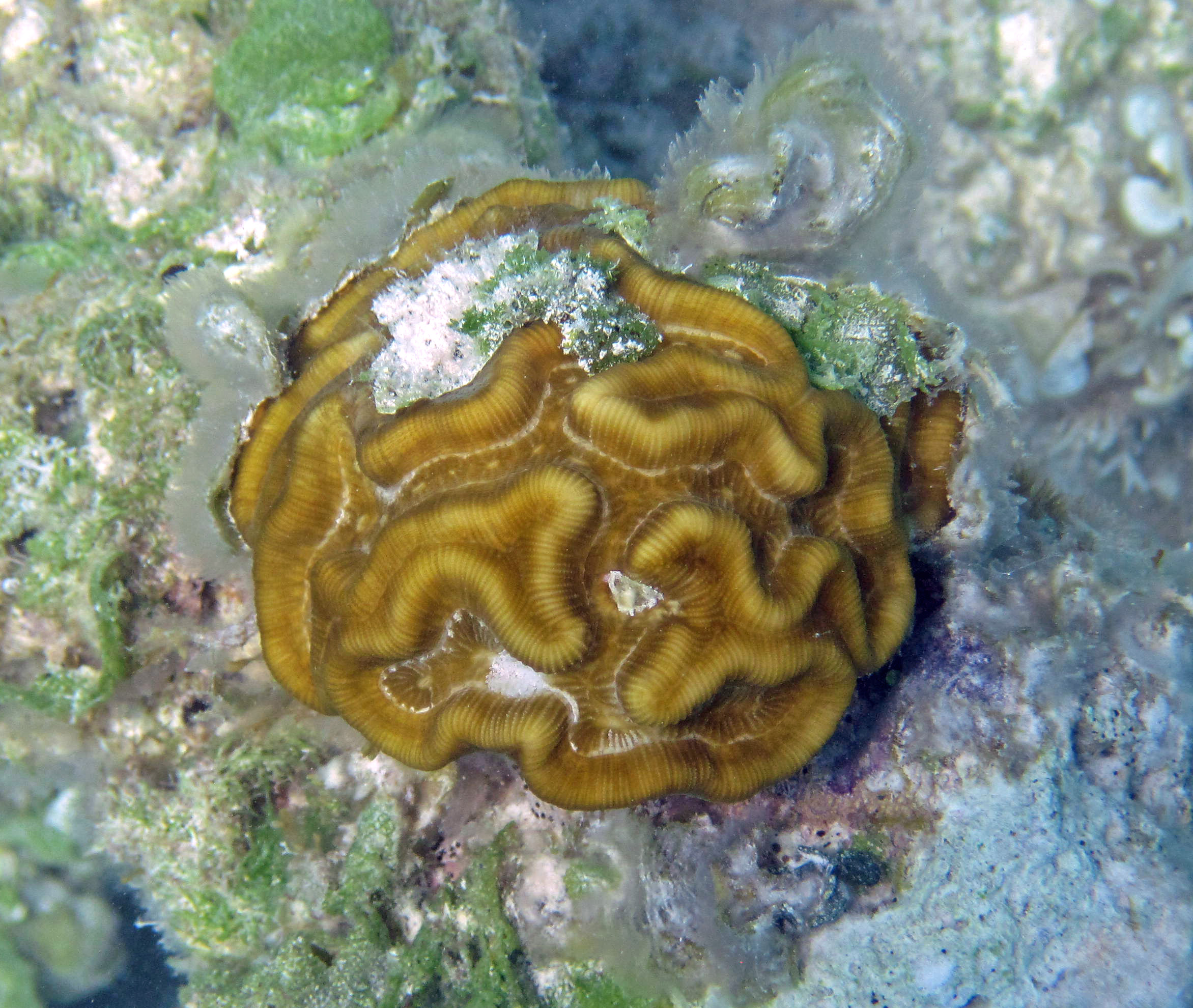
Manicina areolata
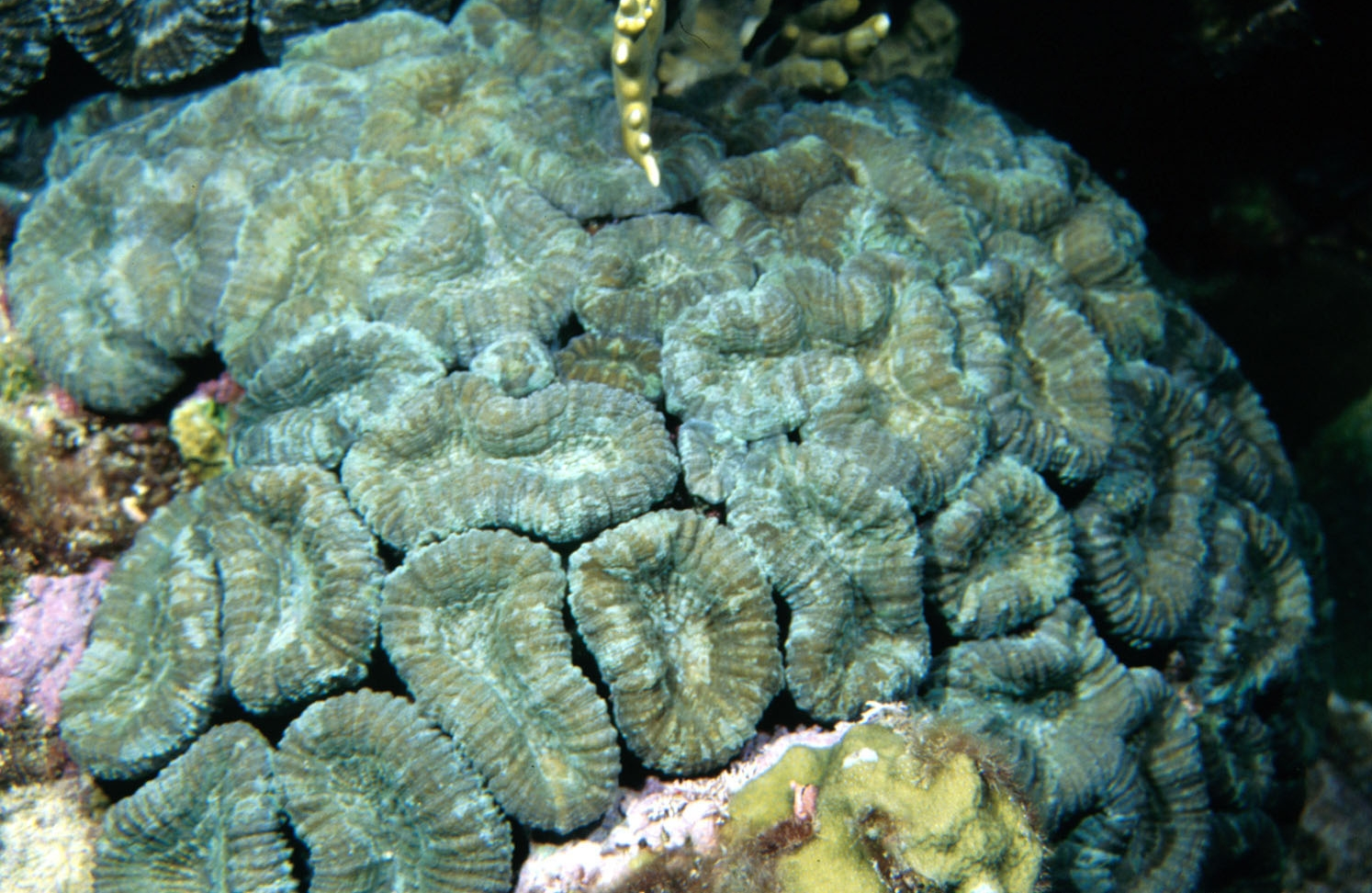
Mussa angulosa
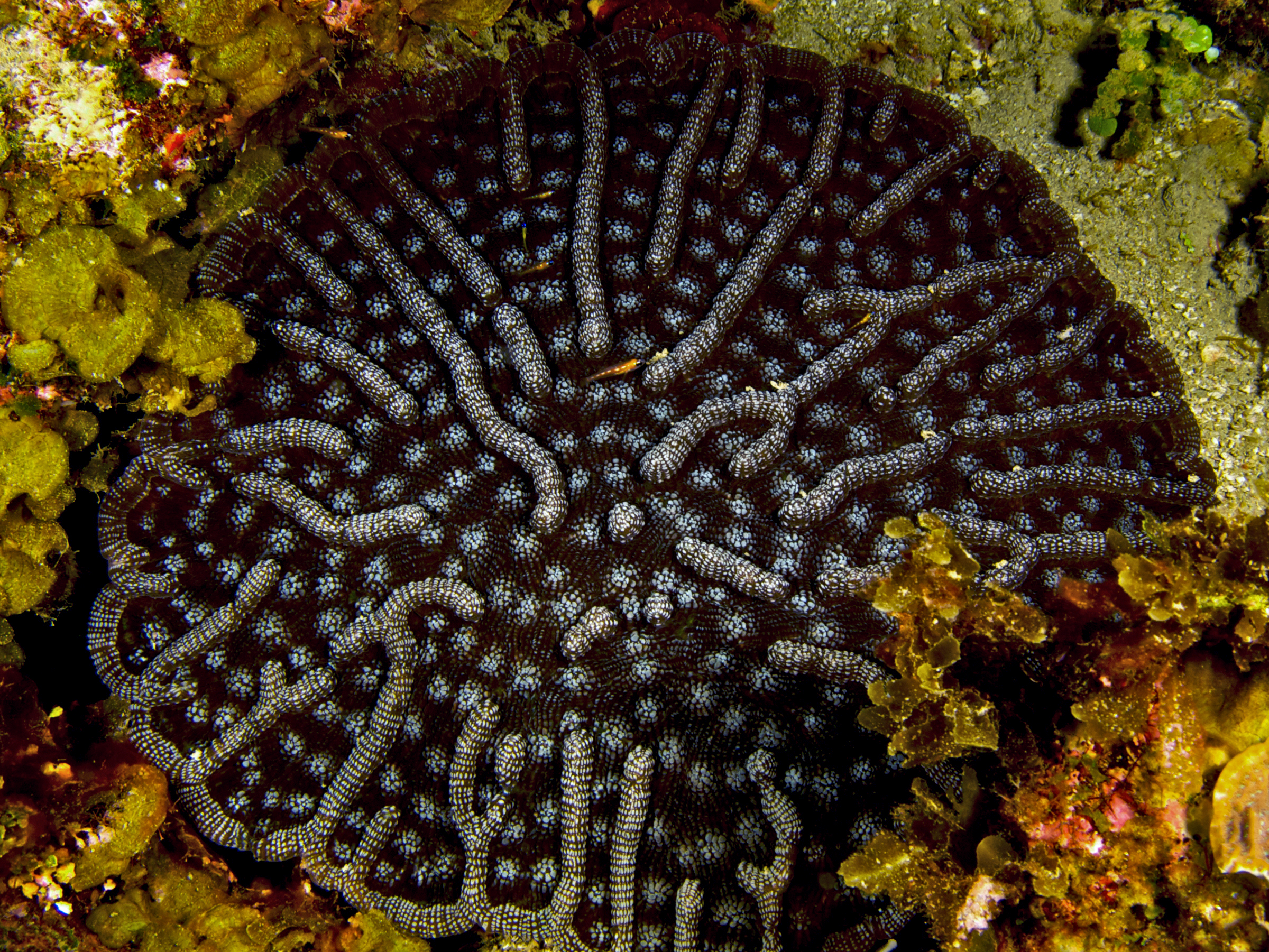
Mycetophyllia aliciae
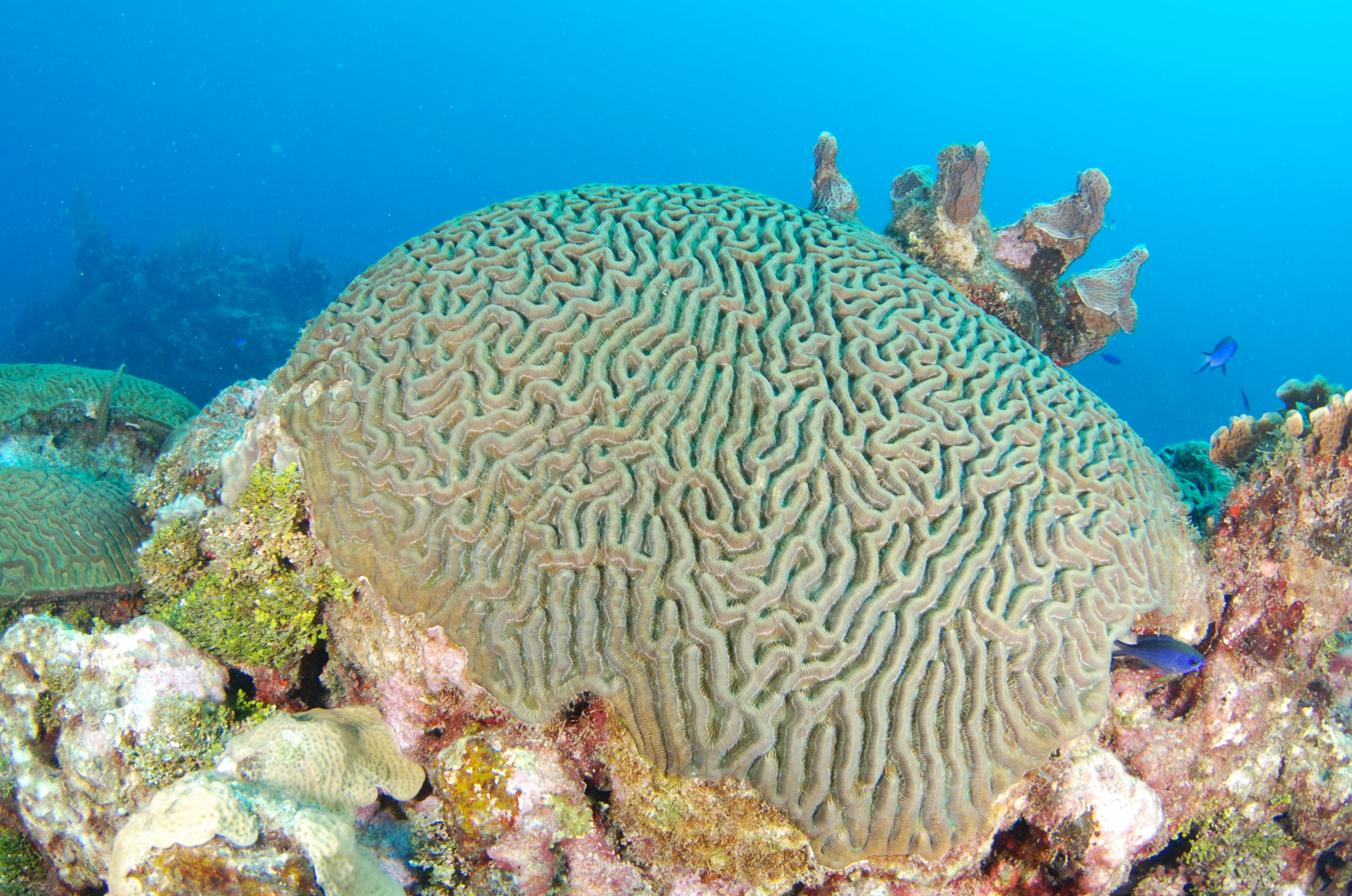
Pseudodiploria strigosa
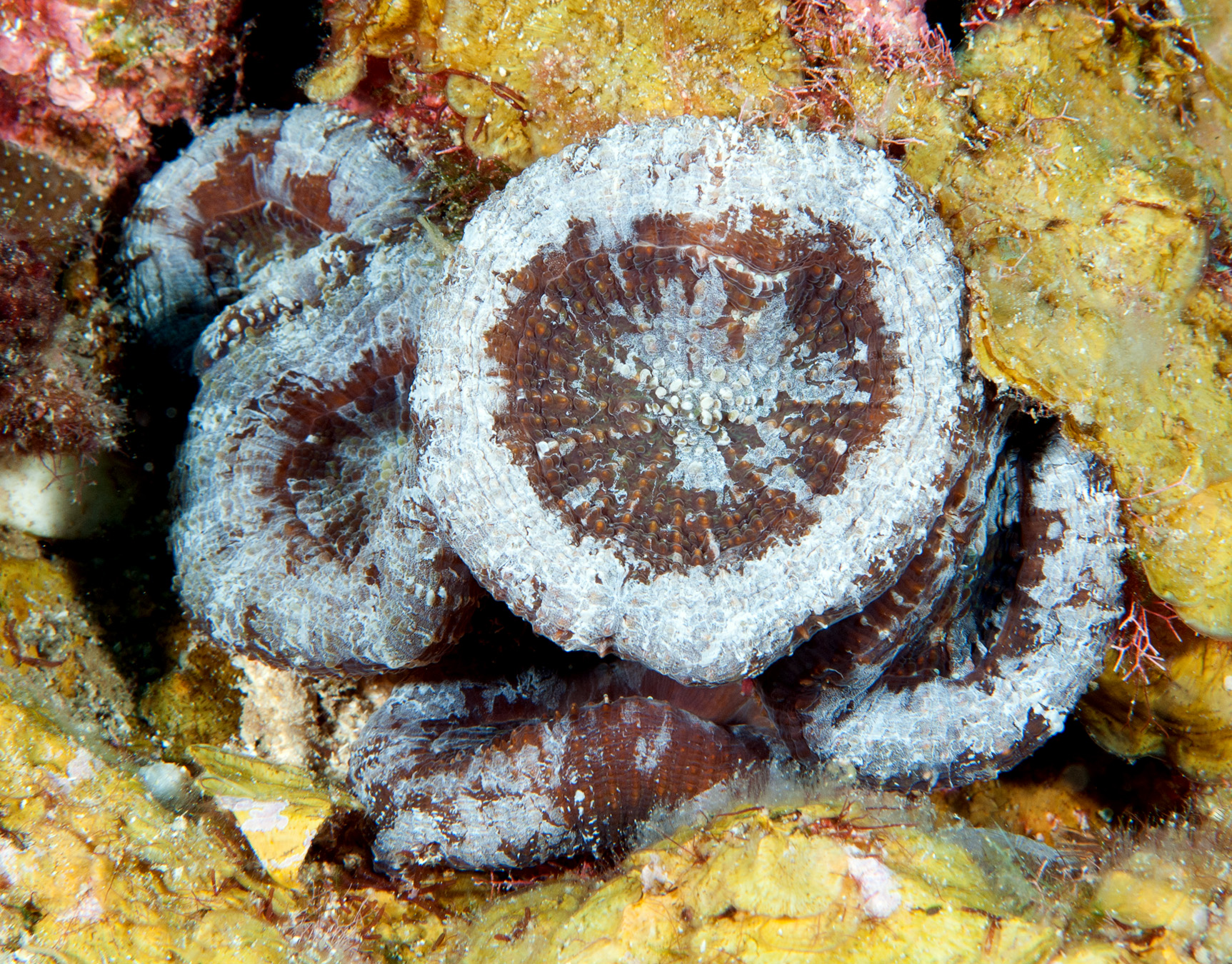
Scolymia cubensis